# Vesnice Sparks
Vesnice Sparks je postapokalyptický román od Jeanne DuPrau, který byl vydán v roce 2004. Vesnice Sparks je druhá kniha z edice Knihy Emberu. Edice obsahuje také knihy Město Ember, Věštkyně z Yonwoodu a Poklad v temnotách.

## Děj
Čtyři sta přeživších se po staletích vrátila z podzemního města Ember zpátky na zemský povrch. Nemohli zpátky a nevěděli jak se o sebe na povrchu postarat. Putovali několik dní, byli vyčerpáni žízní, až nakonec přišli do vesnice Sparks. Obyvatelé vesnice neochotně souhlasili, že se budou o uprchlíky po šest měsíců starat. Je to dost dlouho na to, aby se Embeřané dokázali postarat sami o sebe, až odejdou.
Ale jídla byl nedostatek, hladovějící Embeřané se nic moc nenaučili a obyvatelům Sparks brzy začalo starání se o nešikovné Embeřany vadit. Lině, Poppy a paní Murdové bylo řečeno, že budou žít v domě místní doktorky, kde také bydlel ukňouraný kluk jménem Torren. Napětí se stupňovalo a začaly se objevovat záhadné série vandalských útoků proti lidem z Emberu. Napětí vyvrcholilo až do situace, kdy se konflikt zdál být nevyhnutelný.
Lidé z Emberu začali být neklidní a lidé ze Sparksu se chtěli přistěhovalců zbavit a začali se k nim chovat neohleduplně. Příděly, které dostávali Embeřané, byly čím dál tím horší. Embeřané nebyli vítáni a byli si toho vědomi. Byli nahnáni do Hotelu Maják, který byl sice kdysi velkolepý, ale dnes byl starý a zchátralý. A bylo jim řečeno, že se do konce měsíce musí vystěhovat a založit si vlastní vesnici. Mezitím, Lina odjela s partou tuláků, kteří jezdili po starých městech a hledali poklady. Lina doufala, že cestou najde město, třpytivé a vysoké, zkrátka takové, o kterém snila a které často kreslila. Ale zjistila, že město je zničená a rozpadající se ruina a tak se vrátila do Sparksu zklamaná.
Vrchol nastal, když začala hořet radnice. Embeřané jen přihlíželi lidem ze Sparksu, jak se snaží zachránit hořící budovu. Někteří přistěhovalci dokonce křičeli: „Ať to shoří.“ Ale Lina se rozhodla lidem ze Sparksu pomoct. Když lidé viděli Linu jak pomáhá hasit, přidali se také. Zatímco ostatní hasili, Doon uviděl malého chlapce, který uvázl v hořícím stromě a zachránil ho před uhořením. Tento čin změnil mínění obyvatelů společně se zjištěním, že útoky proti Embeřanům naplánoval jeden z přistěhovalců, Tick. Obě skupiny obyvatel se nakonec smířili a Tick z vesnice odjel do světa.
Naději na lepší budoucnost symbolizuje Doonovo znovuobjevení elektrického proudu. Doon četl knihu „Vědecké pokusy“, ve které se dočetl o magnetech, cívkách a žárovkách. Potřebné předměty pro pokus mu ale dodala až Lina a Caspar (Torrenův bratr), kteří je našli při tuláckých výpravách.